# Di terra e di vento
Di terra e di vento è un 33 giri di inediti di Fiorella Mannoia, pubblicato il 28 novembre 1989 dalla Epic Records (Catalogo: EPC 4661361 - Matrici: CI EPC 466136-1L/CI EPC 466136-2L) e distribuito dalla CBS.
Dal 2001 è disponibile la versione in download digitale pubblicata per la Sony BMG. L'album è prodotto da Piero Fabrizi ed arrangiato da Fio Zanotti.

## Tracce
Lato A
1. Baia senza vento – 4:58 (Ivano Fossati; edizioni musicali SBK Songs, Il Volatore, Il Ponte)
2. Oh che sarà (feat. Ivano Fossati) – 2:55 (Chico Buarque e Ivano Fossati; edizioni musicali Maracanà)
3. Cuore di cane – 6:21 (Francesco De Gregori; edizioni musicali Serraglio)
4. La giostra della memoria – 4:24 (Enrico Ruggeri e Luigi Schiavone; edizioni musicali SBK Songs, Penelope, Il Ponte)

Durata totale: 18:38
Lato B
1. Le canzoni – 6:07 (testo: Enrico Ruggeri – musica: Piero Fabrizi; edizioni musicali SBK Songs, Penelope, Il Ponte)
2. Gli amanti – 3:53 (testo: Enrico Ruggeri – musica: Riccardo Cocciante; edizioni musicali SBK Songs, Il Ponte, Gelsomino)
3. Ascolta l'infinito – 5:29 (testo: Enrico Ruggeri – musica: Piero Fabrizi; edizioni musicali SBK Songs, Penelope, Il Ponte)
4. Lunaspina – 4:41 (Ivano Fossati; edizioni musicali SBK Songs, Il Volatore, Il Ponte)

Durata totale: 20:10

## Formazione
- Fiorella Mannoia – voce
- Paolo Gianolio – chitarra, programmazione, tastiera
- Piero Fabrizi – chitarra acustica, chitarra elettrica
- Alfredo Golino – batteria
- Pier Michelatti – basso
- Lele Melotti – batteria
- Rilly – tastiera, programmazione
- Fio Zanotti – tastiera, pianoforte
- Claudio Pascoli – sax
- Giulia Fasolino, Lalla Francia, Naimy Hackett, Silvio Pozzoli – cori

## Classifiche

### Classifiche settimanali
| Classifica (1990) | Posizione massima |
| ----------------- | ----------------- |
| Italia            | 3                 |

## Accoglienza
Di terra e di vento raggiunge come massima posizione la terza nella classifica italiana degli album più venduti, risultando anche essere il 32º album più venduto in Italia. Viene certificato disco di platino, con oltre 200 000 copie vendute.